# Julio González Pola
Julio González Pola (Oviedo, 25 novembre 1865 – Madrid, 11 maggio 1929) è stato uno scultore spagnolo.

## Biografia
Julio González-Pola García nasce a Oviedo il 25 novembre 1865 da una famiglia di militari. Ha iniziato la sua carriera artistica alla Scuola di Arti e Mestieri di Oviedo e, a Madrid, ha continuato la sua formazione alla Scuola di Pittura, Scultura e Incisione, dove ha studiato con il maestro Juan Samsó Lengluy.
Nel corso della sua carriera Julio González-Pola ha ricoperto diversi incarichi culturali, come vicepresidente del Circolo delle Belle Arti, presidente in carica dello stesso Circolo tra giugno e ottobre 1920, e segretario della Società dei Pittori e Scultori.
È morto a Madrid l'11 maggio 1929.

## Lavoro
È stato uno dei membri principali della corrente conosciuta come l'avanguardia storica. È specializzato in opere monumentali e commemorative erette per eroi militari per varie città della Spagna e dell'America Latina.

### Opere in collezioni pubbliche
- Monumento ai Martiri della Patria, "Patria", 1910, Parque del Oeste, Madrid
- Monumento agli Eroi di Puente Sampayo, 1911, Pontevedra
- Monumento al Capitano Melgar, 1911, Piazza del Oriente, Madrid
- Monumento agli eroi di Caney, 1915, Madrid
- Monumento a D. Mariano Suárez-Pola, 1915, Luanco, Asturie
- Monumento a Cervantes, 1916, Panama
- Monumento agli eroi di Cavite e Santiago de Cuba, 1923, Cartagena, Murcia
- Monumento alla Duchessa della Vittoria, 1925, Madrid e Cadice
- Monumento al comandante Benítez, 1926, giardini del Paseo del Parco, Malaga
- Monumento al generale José María de Córdoba, 1926, Rionegro, Colombia
- Monumento alla battaglia di Ayacucho, 1930, Bogotà, Colombia
- Monumento a Salvador Brau, Puerto Rico
- Monumento a Román Baldorioty de Castro, Porto Rico

### Mostre
Partecipa alle Esposizioni nazionali e riceve una terza medaglia nell'edizione del 1897, una seconda nell'edizione del 1901 e una prima nel 1908, quest'ultima per il progetto di un monumento alla patria, in memoria delle guerre coloniali.

## Galleria d'immagini

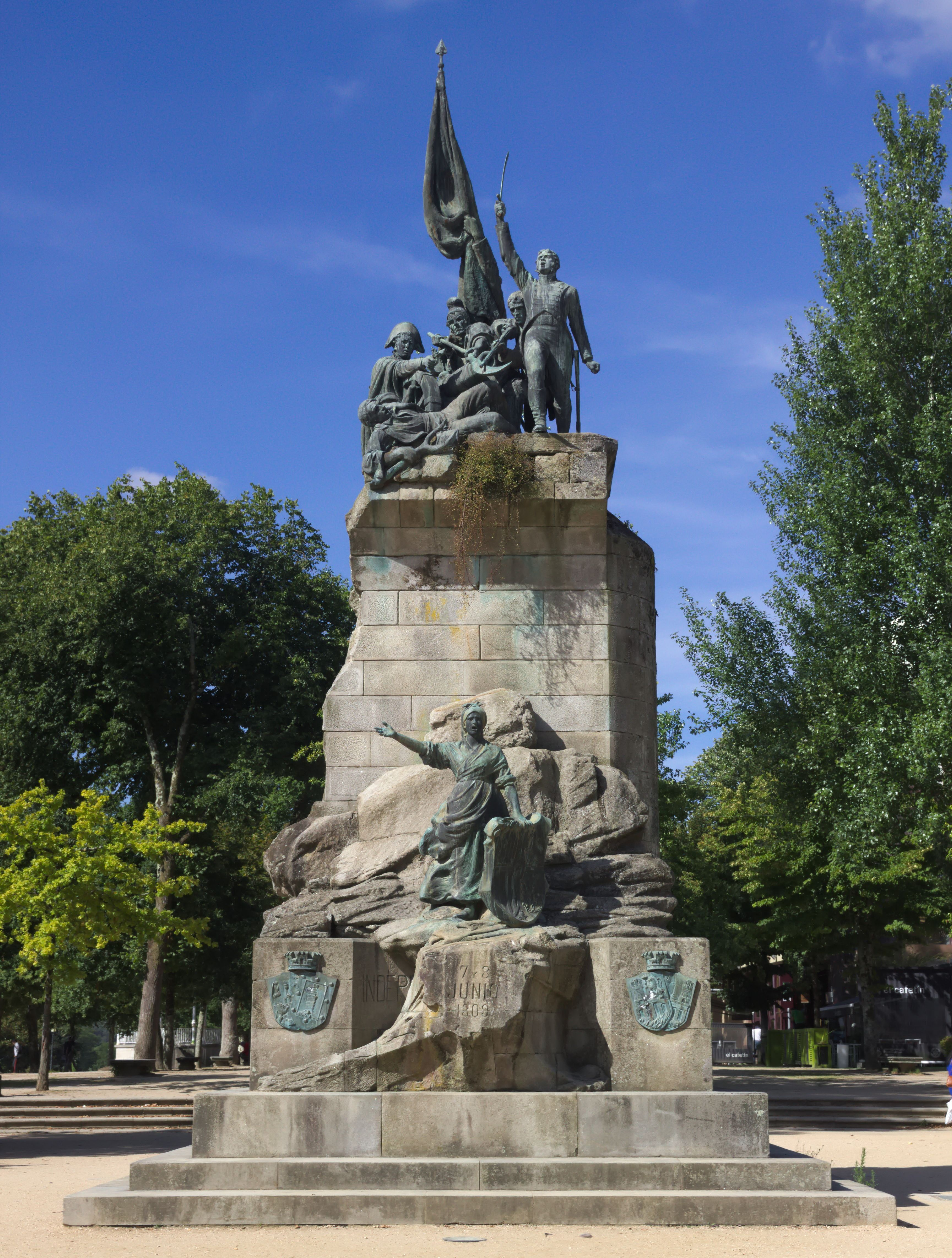
Monumento agli Eroi di Puente Sampayo a Pontevedra
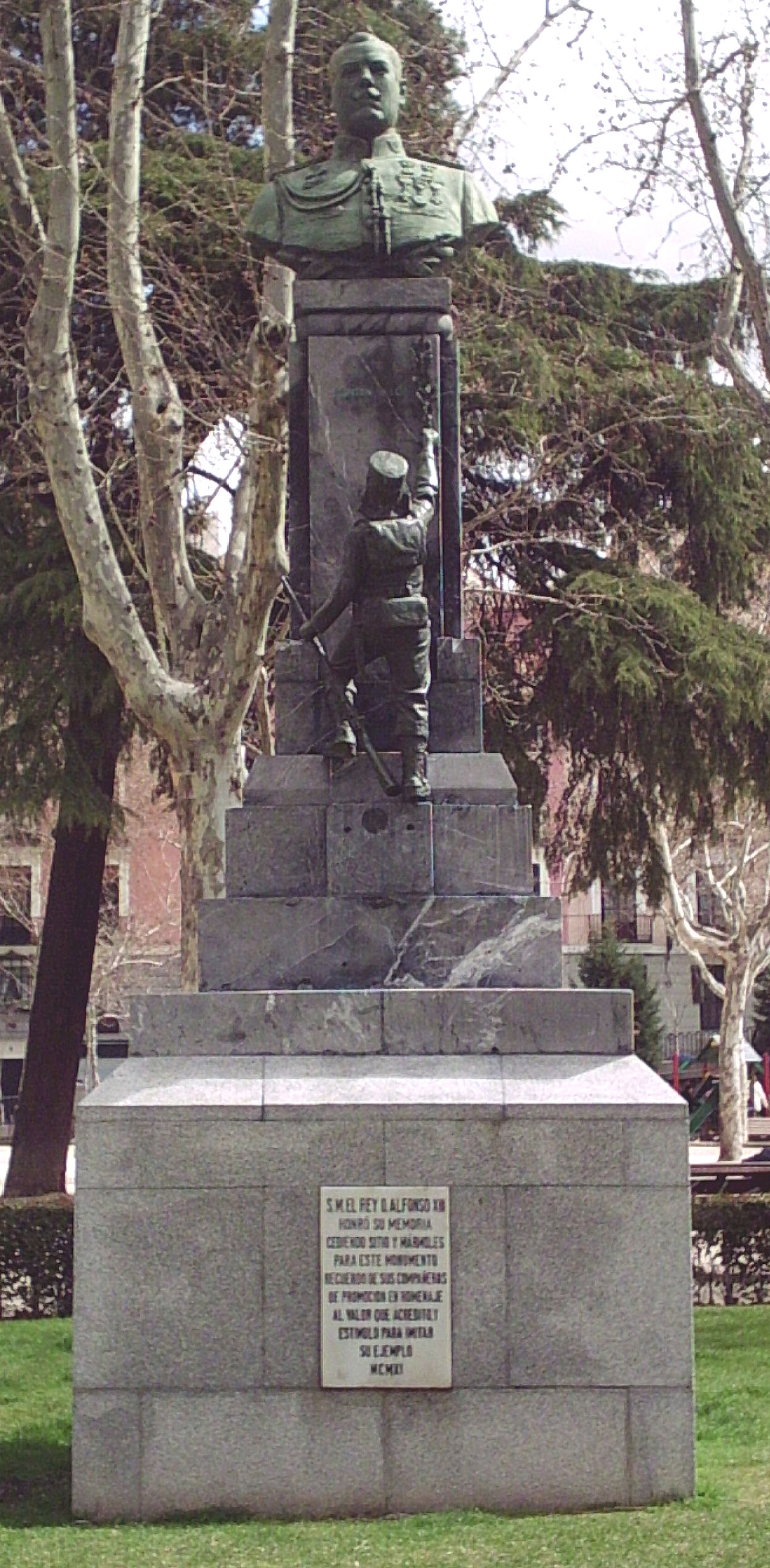
Monumento al capitano Melgar a Madrid
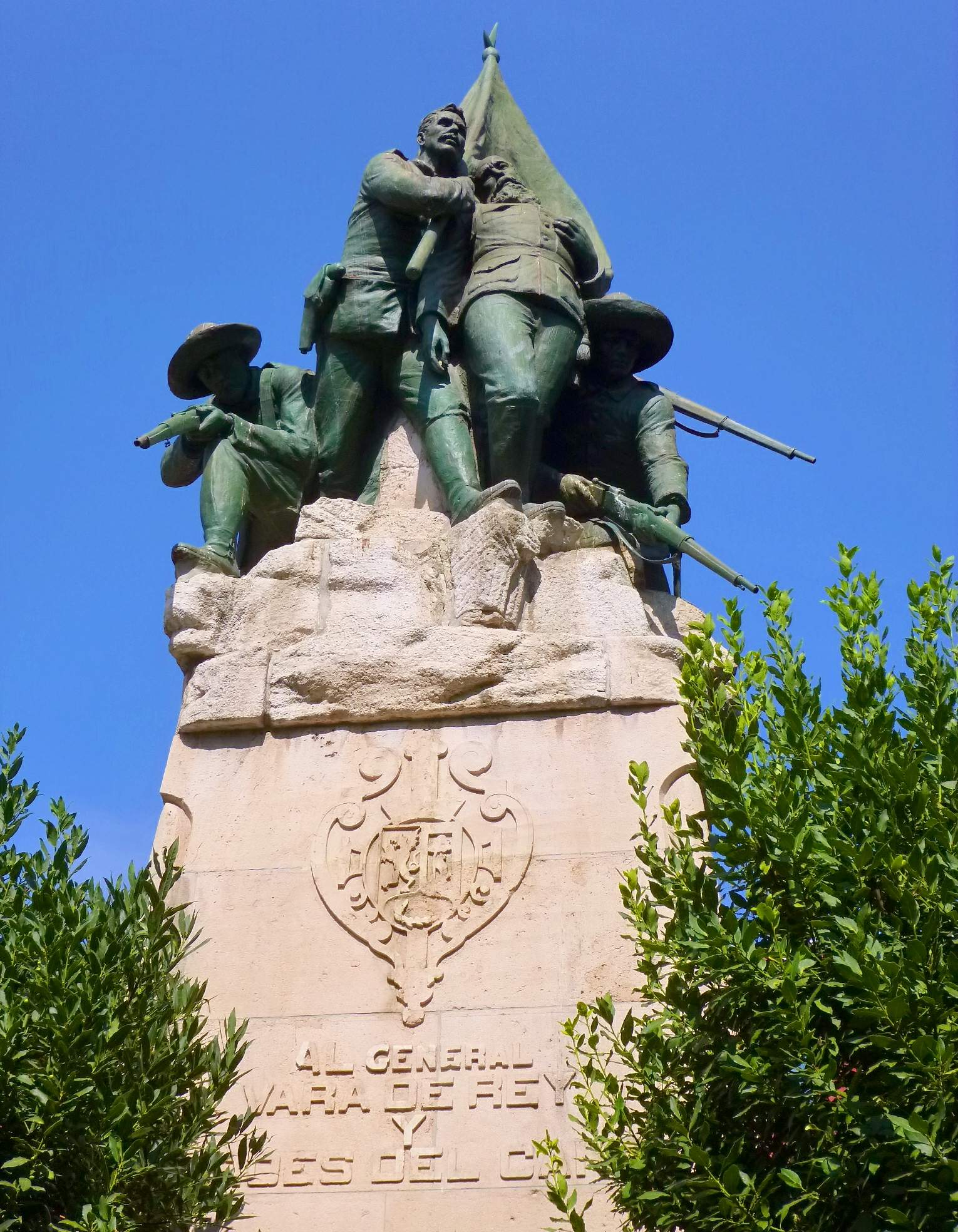
Monumento agli eroi di Caney a Madrid
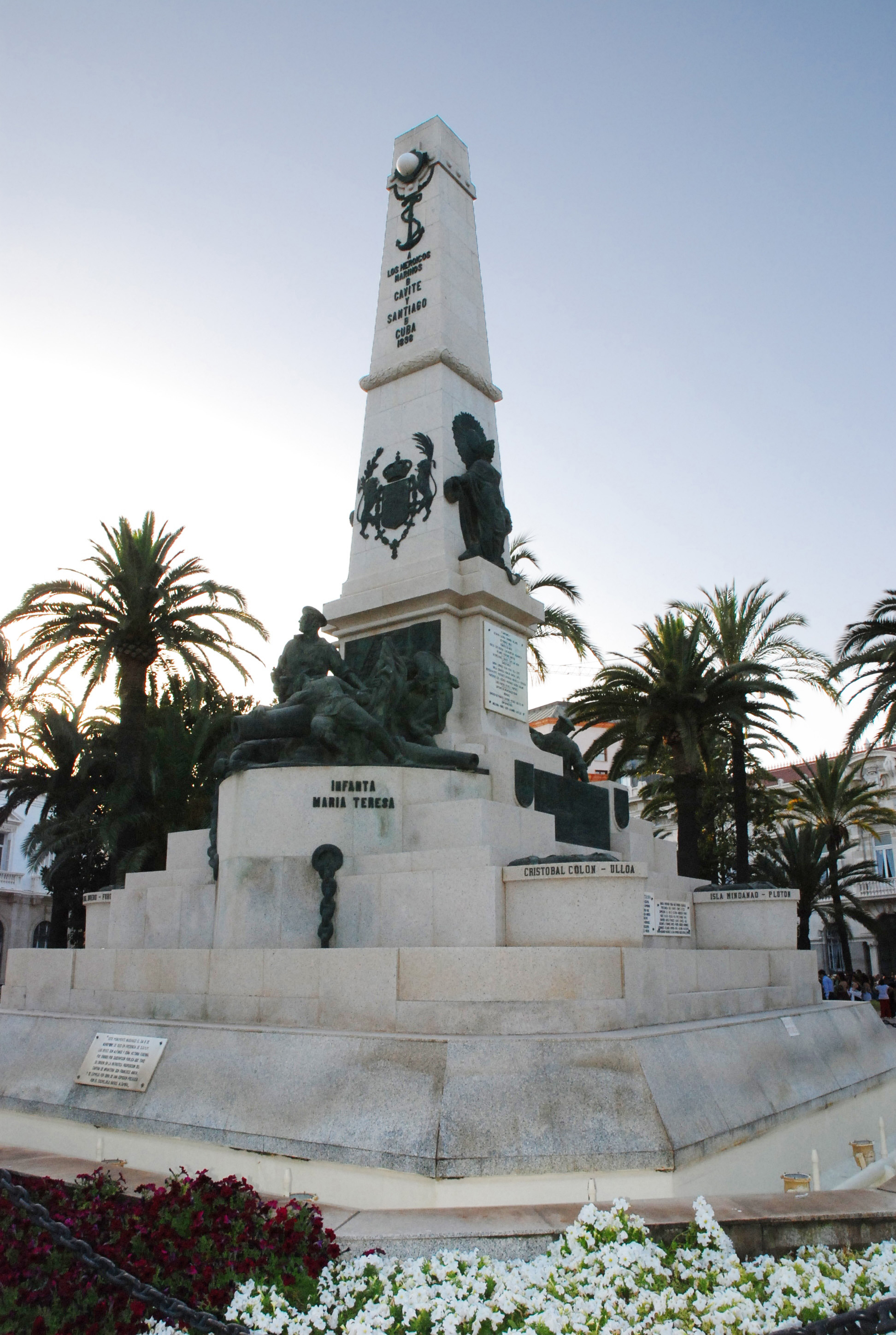
Monumento agli eroi di Cavite a Cartagena
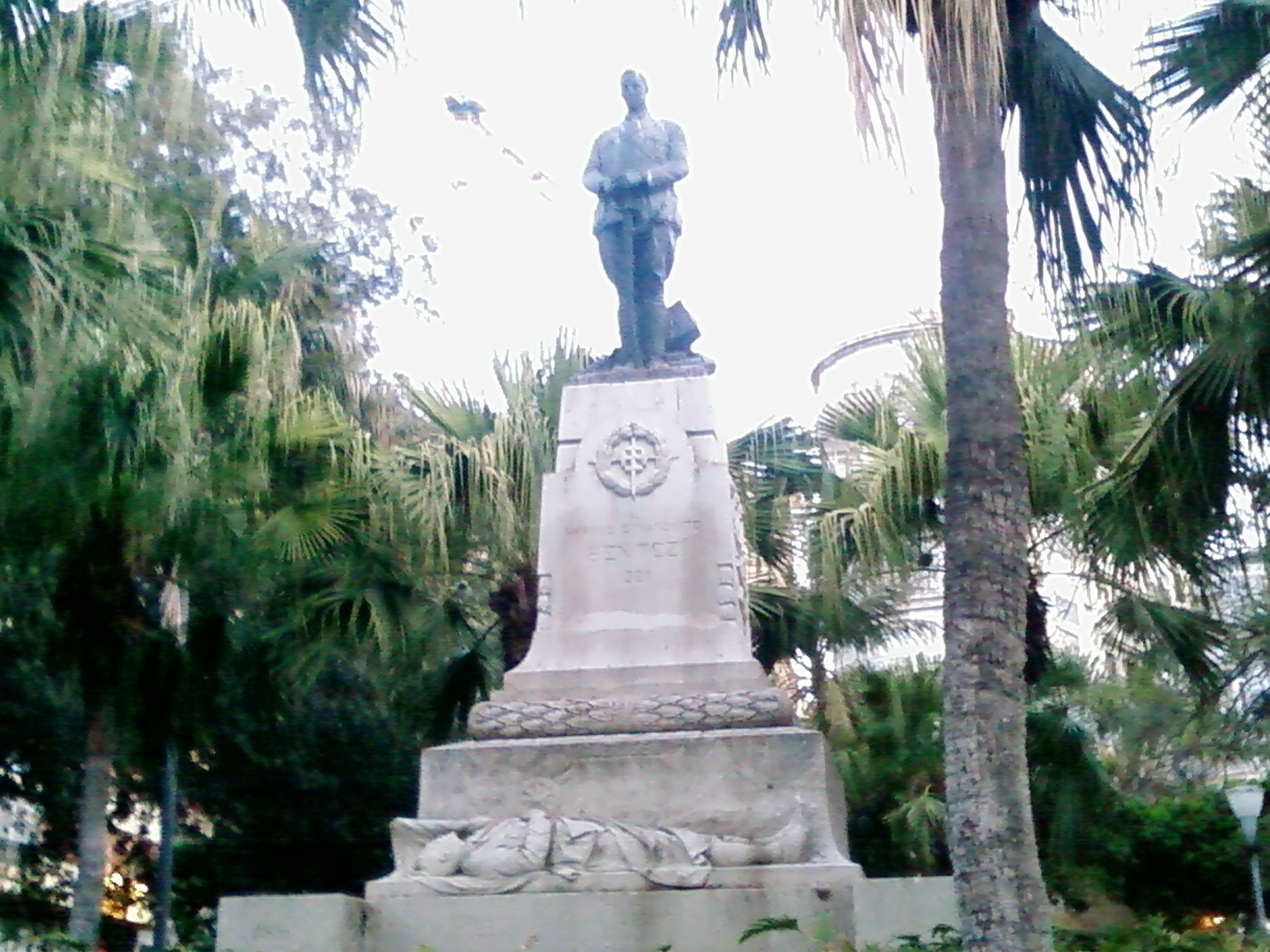
Monumento al comandante Benítez a Malaga